# Svědkové Jehovovi
Svědkové Jehovovi (často nazývaní jehovisté, což však sami považují za hanlivé označení) jsou přísně monoteistická náboženská společnost vycházející z křesťanství, která vznikla z rozpadu adventistického hnutí po zklamání nesplněného očekávání Kristova druhého příchodu k roku 1844. Z kroužku lidí společně studujících Bibli podle témat mezi léty 1870–1879 v Allegheny ve státě Pensylvánie v USA, zformoval C. T. Russell pod názvem Mezinárodní sdružení vážných badatelů Bible neformální náboženské společenství, které však ve všech zemích, včetně Československa, bylo zaregistrováno. Russell odmítal založení nové církve nebo náboženské společnosti. Spíše usiloval o všeobecné náboženské hnutí, které by stávající církve protklo jeho myšlenkami. J. F. Rutherford v roce 1931 přejmenoval organizaci na Svědkové Jehovovi. Stejně také Russell předpovídal datum Kristova příchodu. Nejprve na rok 1874, poté na rok 1878. Po obou zklamáních učil, že Kristus roku 1874 přišel, ale neviditelně, a v roce 1914 budou již Bohem vyvolení lidé vzati do nebe.
Svou víru a činnost považují svědkové Jehovovi za obnovení jediného pravého křesťanství 1. století. Celosvětově mají 8,6 milionu členů aktivních kázáním každý měsíc. K roku 2020 bylo v České republice okolo 15 tisíc svědků Jehovových.
V čele organizace svědků Jehovových stojí vedoucí sbor, nazývaný "Věrný a rozvážný otrok", který tvoří skupinka mužů. Tento model je považován za prostředek, jímž Bůh uskutečňuje své dílo na Zemi. Toto vedení rozhoduje o učení a prezentaci svědků Jehovových na veřejnosti.
Svědkové Jehovovi věří, že proroctví z bible vztahující se k minulosti se splnila, a ta ostatní vypovídají o současném a budoucím vývoji. Jsou známi například pro svoje podomní kázání, šíření časopisů Probuďte se! a Strážná věž, které jsou závazné pro jejich víru, neakceptování krevních transfúzí či neúčastí na politickém životě. Hlasité pochybování nad učením organizace pak bývá důvodem k vyloučení ze společenství. Člověk může být vyloučen jak za nesouhlas s učením, tak kvůli hříchu (například alkoholismu, kouření, pomlouvání, výbuchům hněvu, extrémnímu tělesnému týrání členů rodiny aj.) S lidmi, kteří byli vyloučeni nebo z náboženské organizace odešli, se stávající členové nestýkají, ani je nezdraví. Toto opatření se obvykle vztahuje i na členy vlastní rodiny. Svědkové Jehovovi vydali svůj vlastní překlad Bible pod názvem Svaté Písmo – Překlad nového světa, který vyšel ve 185 jazycích a 227 milionech výtisků. V roce 2019 vyšel revidovaný český překlad.
Svědkové Jehovovi již několikrát na základě svých výkladů bible ohlašovali konec současného světa, a to k letům 1914, 1915, 1925, 1941, naposledy na rok 1975.

## Celosvětová činnost svědků Jehovových
Celkový počet svědků Jehovových po celém světě je k roku 2019 – 8 683 117. V roce 2019 bylo vedeno se zájemci (lidé, kteří nejsou svědkové Jehovovi) 9 618 182 bezplatných domácích biblických studií. 20 919 041 – to je počet účastníků Památné slavnosti (připomínka smrti Ježíše Krista). 123 500 000 – to je návštěvnost uživatelů světových stránek v angličtině na jw.org za červenec 2019.
Misijně aktivní jsou obvykle všichni zdraví členové sboru včetně starších, tedy představených. U svědků Jehovových není rozdělení na laiky a kněze. Všichni vykonávají veškeré činnosti ve sborech i mimo něj bez nároku na finanční odměnu. Výjimku tvoří Celosvětový řád svědků Jehovových ve zvláštní celodobé službě, což jsou ti, kteří vykonávají misijní a související činnost v množství hodin odpovídající plnému pracovnímu poměru, kdyby byli zaměstnáni. Ti dostávají kapesné na pokrytí úhrad svých nutných nákladů.
Dne 7. října roku 2023 přinesly oficiální stránky společnosti zprávu o tom, že od listopadu 2023 už nebude povinnost vést a ve svém sboru odevzdávat nadřízeným bratrům počet hodin strávených misijní aktivitou.
Svědkové Jehovovi jsou mimo své podomní a pouliční misijní činnosti známí též svou publikační aktivitou (mj. časopisy Strážná věž a Probuďte se!). Vydali v češtině překlad Bible pod názvem Překlad nového světa. Společnost vydává Bibli a laické publikace na ní založené (časopisy, traktáty, brožury, knihy) mimo tištěné formy a internetu též v různých audio a video elektronických formátech, a to v několika stech jazycích a různých stylech psacího písma (cyrilice, latinka, čínské znakové písmo, arabské písmo aj.), včetně znakového jazyka neslyšících a Braillova písma pro nevidomé. Na celém světě je mezi svědky Jehovovými více než 16 tisíc neslyšících zvěstovatelů, kteří se sami aktivně podílejí na kazatelské činnosti. Do několika znakových jazyků byla rovněž přeložena část Bible a jiné publikace této společnosti.
Internetové stránky svědků Jehovových jw.org jsou ke konci roku 2022 alespoň částečně přeloženy do 1070 jazyků.
Svědkové Jehovovi pořádají celostátní i regionální sjezdy. Tyto mají většinou vždy zvláštní téma, sérii přednášek a v jejich průběhu bývají pokřtěni noví členové. Obvykle se konají na velkých sportovištích či jiných vhodných místech. V průběhu pandemie covidu-19 se programy konaly on-line. Pozornost svědků Jehovových vzbudil mimořádný sjezd roku 2024, pořádaný paralelně v Praze, v Ostravě, Bratislavě, Nitře a Michalovcích. Byla to tak první velká společná událost po období pandemie covidu-19.

## Svědkové Jehovovi v ČR

### Do roku 1938

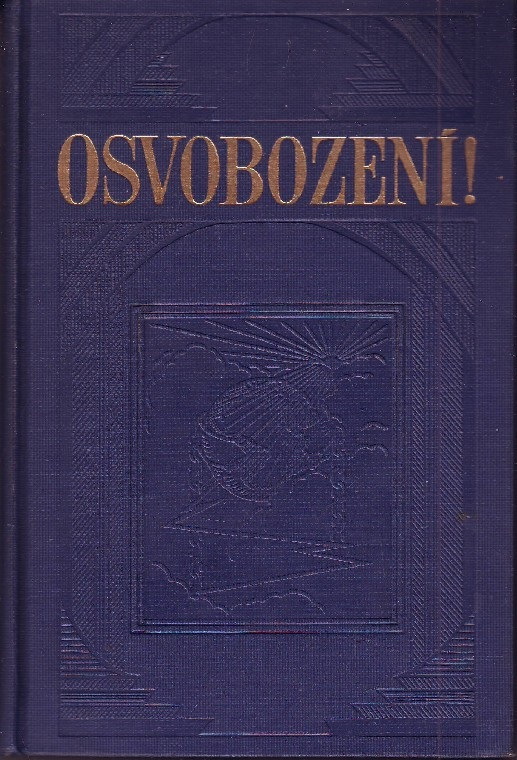
J.F. Rutherford – Osvobozeni (1926)

V českých zemích došlo k prvním pokusům o prezentaci učení Badatelů Bible (od roku 1931 Svědků Jehovových) na přelomu 19. a 20. století. Jako organizovaná skupina zde začali působit zřejmě od roku 1907. Po celé období první republiky pak postupně zvyšovali svou misijní aktivitu. Výraznou evangelizační činností a také stoupajícím počtem odpíračů vojenské služby si velice rychle vysloužili zájem policejních i vojenských úřadů republiky. V roce 1928 začali na území Československa působit jako úředně schválený spolek. V Československu tehdy působily dva spolky, Mezinárodní sdružení badatelů bible a Biblická a traktátní společnost Strážná věž.

### Období nacismu
Stejně aktivně, jako v meziválečném období, působili svědkové Jehovovi i v období okupace a rovněž v ilegalitě během státního zákazu činnosti, a v období snah totalitního režimu úplně tuto společnost vyhladit. Zároveň svědkové odmítali například nosit průkazy a jiné insignie se znakem říšské orlice.

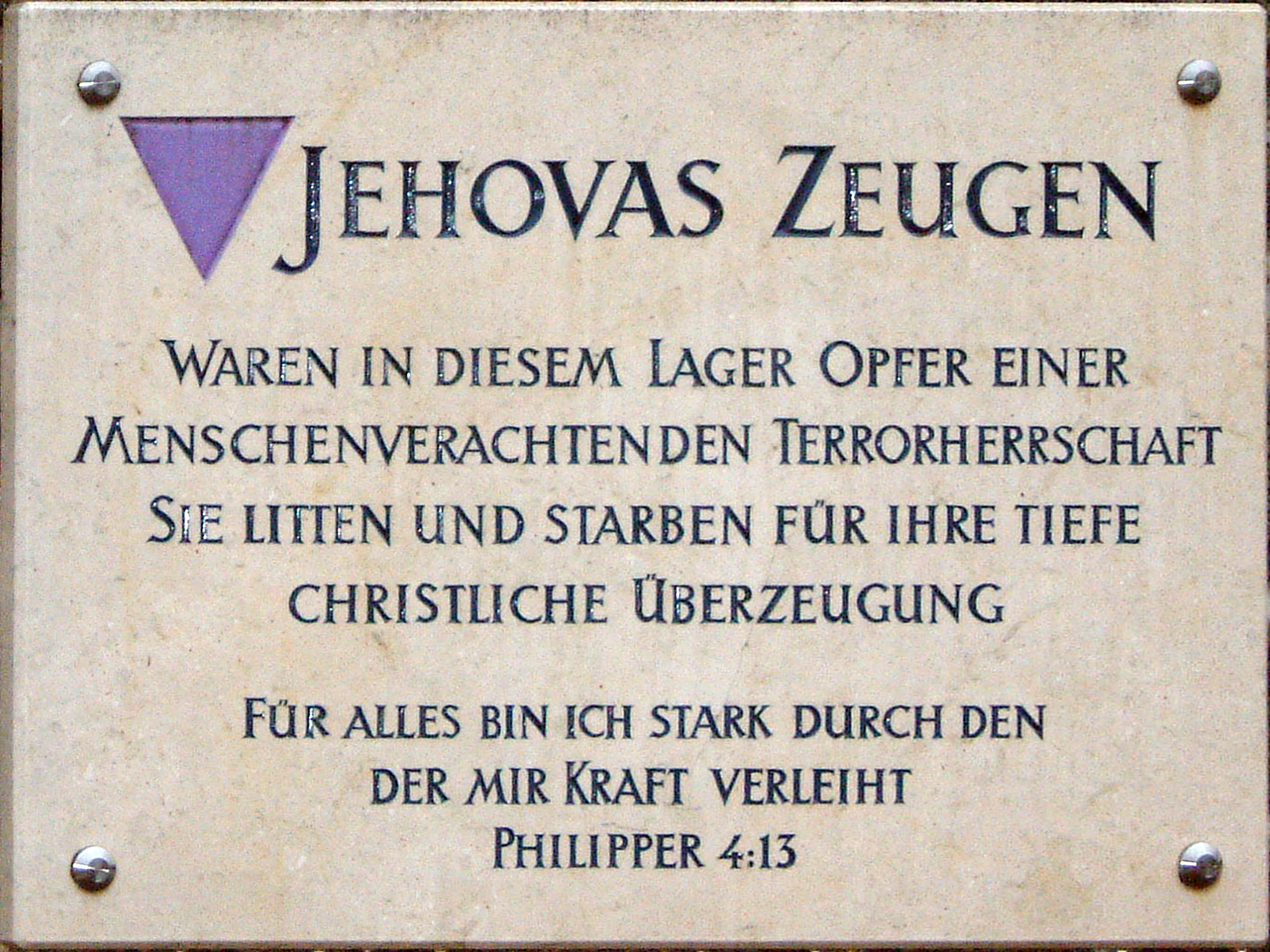
Pamětní deska svědků Jehovových v koncentračním táboře Mauthausen-Gusen v Rakousku.
’Oběti v tomto táboře trpěly a umíraly a pohrdaly nadvládou teroru kvůli svému hlubokému křesťanskému přesvědčení.’
Filipanům 4:13 „Ke všemu mám sílu mocí toho, kdo mi sílu předává.“’

Jedním z důvodů perzekuce německých svědků Jehovových během druhé světové války byl fakt, že odmítali sloužit v armádě a brát do ruky zbraň. Podle jiného stanoviska byli svědkové Jehovovi ve II. světové válce perzekvováni pro vyhrocený spor prezidenta společnosti J. F. Rutherforda s Adolfem Hitlerem kvůli znárodnění majetku organizace. Svědkové na výzvu prezidenta společnosti zaplavili německé úřady radikálními protestními telegramy jako odpor proti zabavení majetku, a na tomto základu začalo jejich pronásledování.
Z obdobných důvodů byli svědkové Jehovovi tvrdě postihováni ve všech zemích okupovaných nacisty, včetně území Protektorátu Čechy a Morava. V době nacistického Německa bylo jejich pronásledování neobyčejně brutální. V koncentračních táborech, kam byli zavíráni, byli nuceni nosit jako označení fialové trojúhelníky.

### Období komunismu
V komunistickém Československu byly desítky svědků vězněny za maření dozoru nad církvemi, kterého se dopouštěli výrobou a šířením své náboženské literatury. Už v listopadu 1948 docházelo k zatýkání představitelů čs. pobočky, domovním prohlídkám aj. Je zdokumentován minimálně jeden případ, kdy uvězněný představitel svědků Jehovových zemřel za podivných okolností ve věznici Státní bezpečnosti.
Je známo přinejmenším 243 svědků, kteří byli minimálně ve 304 soudních kauzách (mnozí opakovaně) odsouzeni a vězněni pro odpírání vojenské služby (Část mužů z řad svědků se v souladu se zákonem z roku 1958 stala na mnoho let profesionálními horníky, čímž byli od vojenské služby osvobozeni.)
V poválečném období překročil počet svědků Jehovových v ČSR dva tisíce osob. Po převratu v roce 1948 byl záměr hnutí zlikvidovat. Vedoucí představitelé byli vězněni, konaly se domovní prohlídky, literatura byla zabavována. Ani postupem let sice svědkové Jehovovi nezískali státní uznání a jejich činnost byla stále nelegální, byla však státem trpěna výměnou za spolupráci s komunistickým režimem, kterou navázali od roku 1960. V červnu tohoto roku se již 95 % svědků Jehovových účastnilo voleb, což jejich věrouka o politické neutralitě dříve nedovolovala. Svědkové tehdy (podle jimi proklamovaných principů křesťanské neutrality a důsledného stranění se politiky) většinou nevolili, nebo hlasovací lístky znehodnocovali, v některých výjimečných případech dokonce veřejně a se značnou okázalostí. Vedení československých svědků dávalo obsah publikované literatury ke schválení pracovníkům ministerstva vnitra. Řadoví věřící byli po roce 1960 vedením organizace vyzvání, aby nepoužívali necenzurované samizdaty, vydávané před rokem 1958, které mohly obsahovat výzvy k politické neutralitě, kritiku komunistické ideologie a téma krevní transfúze. Komunikace vedení NSSJ s komunistickými orgány způsobila mezi řadovými věřícími rozkol. Vedle oficiální organizace spojené s americkým ústředím tak existovala i oddělená skupina, která tvořila třetinu svědků Jehovových. Ta se nazývala Pravověrní svědkové Jehovovi a držela se původních nauk a pravidel politické neutrality. Pronásledování svědků Jehovových ze strany Státní bezpečnosti ukončil až rok 1989. StB byla zrušena a svědkové nyní mohli v Československu působit svobodně. Světové vedení organizace vyzvalo oddělené svědky, aby se spojili s ostatními sbory.

### Po roce 1989

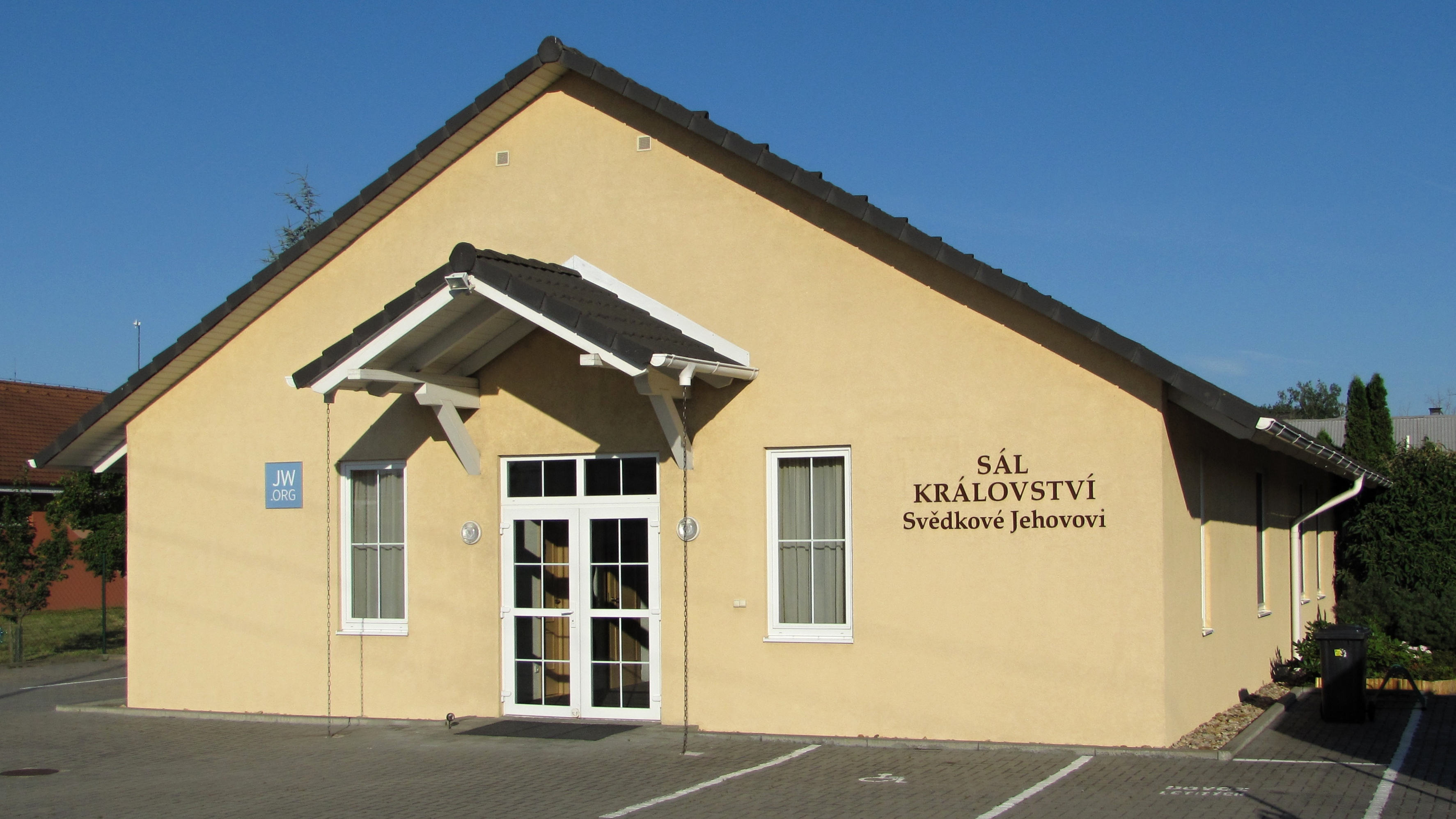
Sál království v Kyjově

Po sametové revoluci nastal jistý rozkol kvůli případům vedoucích spolupracujících s komunistickým režimem, a tak jsou doloženy i konverze ke křesťanským církvím.  V novodobém Česku získala zákonnou registraci v roce 1993, přičemž předchozí registrace z demokratického Československa se nebrala v úvahu. Pro její získání muselo Vedení české organizace NSSJ popřít učení o odmítání krevní transfúze pro děti svědků Jehovových. Ministerstvu kultury ČR na otázku „Učí NSSJ, že rodič – člen NSSJ má bránit poskytnutí krevní transfúze svému nezletilému dítěti v případě, kdy neposkytnutí transfúze může podle vyjádření ošetřujícího lékaře způsobit dítěti poškození zdraví nebo smrt?“ proto odpovědělo slovy „Ne, NSSJ to nevyučuje.“ Vedení svědků Jehovových v ČR těmito stručnými slovy popřelo existenci nauky, ačkoli ještě v předchozím roce v publikaci Naše služba Království (září 1992) vyzývala rodiče, aby bránili přijetí transfúze u svých dětí: „Lékař možná tvrdí, že krev upraví zdravotní stav vašeho nemocného dítěte. Vy však musíte být pevně rozhodnuti odmítnout krev za sebe a za své děti dříve, než se dostanete do nějaké naléhavé situace, protože si ceníte svého vztahu k Jehovovi více než jakéhokoli domnělého prodloužení života za cenu porušení božského zákona.“ Náboženská společnost tak získala nejvyšší státní uznání, které církve a náboženské společnosti mohou mít. NSSJ náleží všechna zvláštní práva, jako jsou uzavírání církevních sňatků, duchovní služba ve věznicích, právo vyučovat náboženství ve státních školách, od roku 2011 též právo na zpovědní tajemství. Právo být financována podle zvláštního právního předpisu o finančním zabezpečení církví a náboženských společností má, ale státní dotace v České republice nečerpá.
Náboženská společnost Svědkové Jehovovi dvakrát podala kasační stížnost proti Ministerstvu kultury ČR kvůli přiznání práva na zpovědní tajemství. V roce 2010 následkem těchto sporů byl změněn Základní dokument náboženské společnosti, aby obsahoval pojmy „duchovní“ a „úřad“ podle zákona č. 3/2002 Sb., o církvích a náboženských společnostech, k přiznání tohoto práva podle českého právního řádu.
Při sčítání lidu v roce 2011, kde byla otázka náboženské víry a vyznání dobrovolná, uvedlo název „Náboženská společnost Svědkové Jehovovi“ 13 069 obyvatel ČR, což je změna v absolutních číslech na 56 % stavu oproti Sčítání lidu 2001, a 90 % stavu oproti Sčítání lidu 1991. Dotklo se jí tak, podobně jako většinu církví, snižování lidí hlásících se při sčítání. Interní statistiky společnosti vykazují v podstatě stabilní členskou základnu mezi 14 až 16 tisíci aktivními členy, a to v celém mezidobí, včetně let kdy se konalo Sčítání lidu 1991, 2001, 2011. Religionista Zdeněk Vojtíšek v analýze výsledků SLDB11 označil interní statistiky [Svědků Jehovových v ČR] za „velmi spolehlivé“ a uvedl, že „udávají, že svědků je u nás v posledních dvaceti letech přibližně stejný počet: asi 14–16 tisíc. Tomuto internímu počtu, podle Vojtíška, také zhruba odpovídají i sčítání lidu v roce 1991 a 2011. (15 tisíc, respektive 13 tisíc). Naopak v roce 2001 počet podle sčítání lidu náhle vyskočil na 23 tisíc, zatímco podle vlastní statistiky bylo svědků v ČR přibližně stále stejně, konkrétně 15 558.“Největší počet rodin svědků Jehovových, se dle Sčítání lidu 2011, i v současnosti nadále koncentruje v oblastech spojených s těžbou nerostných surovin, což z historického hlediska potvrzuje stěhování svědků Jehovových do havířských oblastí, neboť horníci byli v době komunistické totality od tehdy povinné vojenské služby osvobozeni. Muži hlásící se k Svědkům Jehovovým tak mohli místo vězení za odpírání vojenské služby, z důvodu svědomí a náboženského přesvědčení, pracovat v dolech. Významné počty Svědků jsou též v Praze a Středočeském kraji.
Dnes NSSJ v Česku eviduje zhruba 15 tisíc neplacených kazatelů, tzv. zvěstovatelů, a za poslední desetiletí pokřtila přes 3 tisíce osob, v průměru 290 ročně. Zvěstovatelé u nás v roce 2014 vedli se zájemci 7 215 biblických studií a Památné slavnosti se účastnilo v Česku 26,4 tisíc lidí. Místní svědkové jsou organizováni do asi 234 sborů, které fungují jako samostatné právnické osoby. Sbory svědků Jehovových se scházejí v sálech Království.   Celosvětově evidují přes 115 416 sborů. Pozornost české odborné veřejnosti vzbudily otázky kolem přiznání zvláštních práv NSSJ a postoje k vyloučeným členů (dále viz Svědkové_Jehovovi#Vztah_k_bývalým_spoluvěřícím).

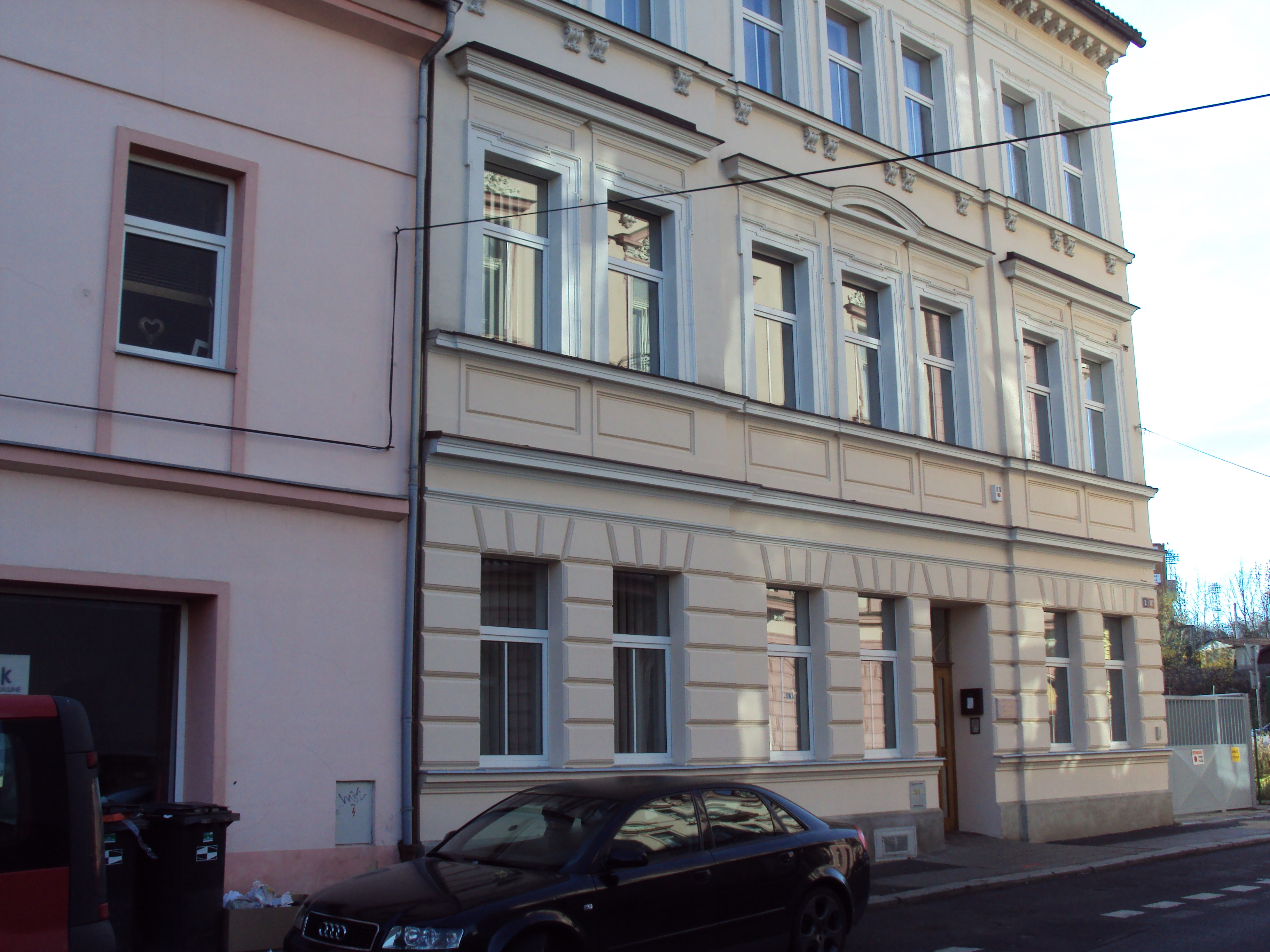
Sál Království svědků Jehovových v Teplicích

## Status a kategorizace
Státní uznání a registrace se liší podle zemí. Ve Velké Británii a USA je např. tato společnost registrována jako 'charita', v jiných zemích, jako např. ČR, Řecko nebo Itálie jako standardní náboženská společnost. V nedemokratických, totalitních či náboženských nesekulárních režimech, bývá registrace často zamítána a Svědkové bývají pronásledováni, zavíráni do vězení, mučeni, obviňováni, bývá jim bráněno ve shromažďování. V souvislosti s anexí Krymu a válkou na Ukrajině přineslo Forum 18 informace o pronásledování svědků Jehovových právě na okupovaném Krymu. Konkrétně v Rusku jsou svědkové Jehovovi zbavováni i občanství. Nový zákon z ledna 2025 ztěžuje činnost včetně misie "dům od domu" také v Kyrgyzstánu.
V některých demokratických a sekulárních státech bývají Svědkové Jehovovi označováni za sektu nebo kult. Některé státy, jako například Singapur, zakazují svědkům propagaci svých materiálů.
Z hlediska religionistiky se odborníci liší v názorech, zda jde o sektu, nebo nové náboženské hnutí ovlivněné křesťanstvím. Ohraničení těchto religionistických pojmů mezi odborníky a veřejností není jednotné, jejich kritéria jsou široká, a mění se i slovní význam v průběhu času. Jako 'nové náboženské hnutí' je tak například pokládána každá religiozita stará 400 let, tedy vzniklá v období následujícím po reformaci a protestantismu v 16. a 17. století, zatímco náboženské směry vzniklé a oddělené v průběhu reformace (katolictví, luteránství, kalvinismus, pravoslaví, atd.) jsou již pokládány za hlavní střední proud („Mainstream Christianity“).
Walter Martin je v knize Království sekt označuje za sektu.[zdroj⁠?!]

## Věrouka

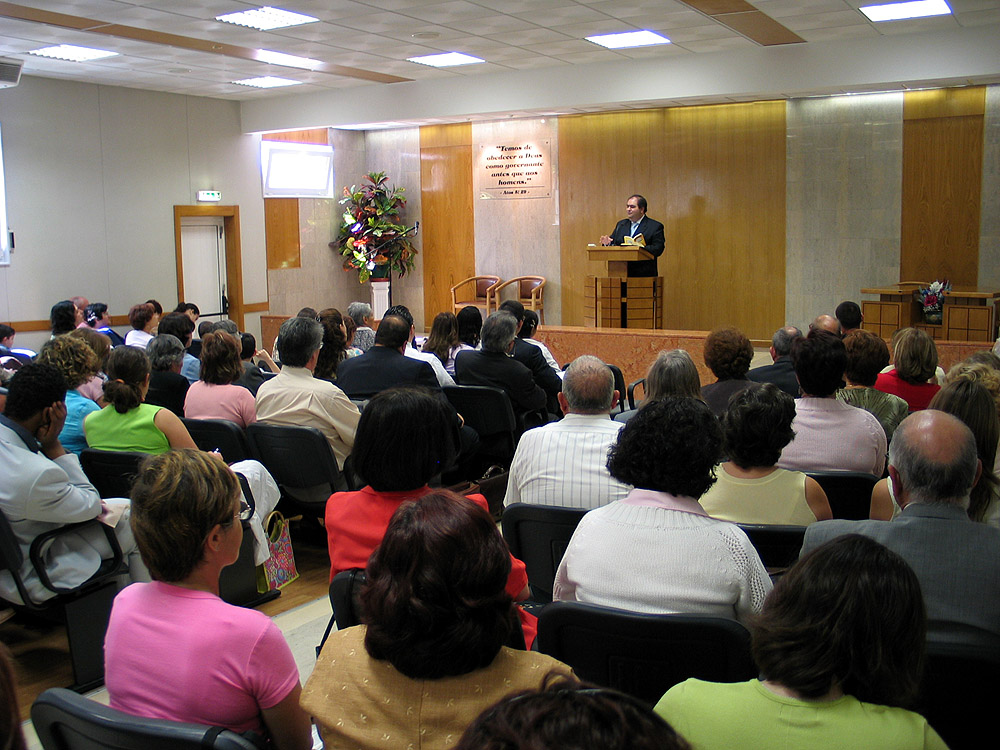
Shromáždění svědků Jehovových v Sále Království v Portugalsku

### Očekávání „konce světa“
Svědkové Jehovovi nevěří ve zničení zeměkoule, ale pouze ve zničení lidstva. Učí o celosvětové apokalypse (Armagedonské bitvě), v níž má dojít k nahrazení současného světového systému Božím Královstvím, což je vláda 144 tisíc (malé stádo). Většina, tedy velký zástup spravedlivých pod jejich vládou, má v budoucnu naději na věčný život v obnoveném pozemském ráji. Ne pouze svědků samotných, ale milióny jiných lidí. Samotný Armagedon však přežijí pouze svědkové Jehovovi, ostatní lidi, včetně křesťanů, Bůh zabije.
Svědkové Jehovovi již několikrát na základě svých výkladů Bible očekávali přesný letopočet konce světa, a to k letům 1914, 1915, 1925, 1941, a nakonec na rok 1975.
Po poslední neúspěšné předpovědi organizace uvádí již pouze časová období, kdy apokalypsa vypukne. Podle učení se měli konce dožít lidé, kteří žili v roce 1914 a zároveň byli ve věku, v němž byli schopni sledovat světové dění. Jednalo se o generaci lidí, kteří byli v roce 1914 dospělí. Organizace však byla nucena pojem „tato generace“ dále pozměňovat. Publikace „Probuďte se!“ z 8. října 1968 uvedla, že konce současného světa se s jistotou dožije ještě minimálně patnáctiletá mládež. O deset let později publikace „Strážná věž“ z října 1978 (česky samizdat 8/1979) učila, že se Armagedonu dožijí ti, kteří byli schopni události roku 1914 pouze pozorovat. O dva roky později časopis „Strážná věž“ z 15. října 1980 (česky 1. listopadu 1981 a samizdat 7/1981) sděluje, že trvale si zapamatovat události jsou schopny již děti ve věku okolo 10 let. Uplynulo dalších několik let a „Strážná věž“ z 15. května 1984 (česky 1. února 1985 a samizdat 21/1984) uvedla, že pojem „tato generace“ zahrnuje také děti, které se v té době (v roce 1914) narodily. Ty by měly dožít konce současného světa. Po nesplnění poslední úpravy proroctví o generaci roku 1914 musela organizace nauku změnit. Nauka platná v současnosti stanovuje konec současného světa do období života generace, která na generaci pamatující rok 1914 navazuje a zároveň ji svým životem částečně překrývá.

### Používání Božího jména Jehova
Preferují používání starozákonního Božího jména zapisovaného ve Starém zákoně hebrejskými písmeny יהוה, latinkou JHVH. Současné české překlady bible obvykle (ale ne vždy) nahrazují toto jméno slovem Hospodin. V překladu svědků Jehovových je JHVH přepisované v latinském tvaru Jehova, používané je i v překladu řeckého Nového zákona, kde jím nahradili tituly Pán (Kyrios) a Bůh (Theos) na 237 místech dle vlastního uvážení.

### Odmítají učení o Trojici
Protože se jejich věrouka od křesťanských církví podstatně liší, a to především v otázce Boží Trojjedinosti, nejsou obvykle považováni za křesťany. Proti této nauce poukazují svým výkladem některých biblických textů, jako například v Janově evangeliu 14:28 „Slyšeli jste, že jsem vám řekl: Odcházím – a přijdu k vám. Jestliže mě milujete, měli byste se radovat, že jdu k Otci; neboť Otec je větší než já.“ Podle ortodoxní křesťanské nauky však Kristus pronáší tato slova z pozice svého stavu ponížení coby Ježíše člověka podle hymnu listu Filipským (2:6–7) „Způsobem bytí byl roven Bohu, a přece na své rovnosti nelpěl, nýbrž sám sebe zmařil, vzal na sebe způsob služebníka, stal se jedním z lidí.“ V Bibli svědků Jehovových je však tento text přeložen do významu opačného.

### Ježíš Kristus je Boží syn, nikoli Bůh
Svědkové Jehovovi nepovažují Ježíše Krista za Boha, ale za stvořeného Božího Syna, archanděla Michaela, a první Boží stvoření vůbec. Tato nauka vychází z jejich výkladu některých biblických veršů jako například: Koloským 1:15 „On je obraz Boha neviditelného, prvorozený všeho stvoření.“ Podle ortodoxní křesťanské nauky však text pojednává o počátku Ježíše coby člověka a jeho božství dokládá například prologem Janova evangelia (Jan 1:1) „Na počátku bylo Slovo a to Slovo bylo u Boha a to Slovo bylo Bůh,“ potvrzené Tomášovým vyznáním (Jan 20:27) „Můj Pán a můj Bůh!“

### Život po smrti
Svědkové Jehovovi popírají nesmrtelnost lidské duše. Ta je podle jejich učení životem nebo součástí lidského těla, která umírá s ním.
Svědkové Jehovovi učí, že jen „malé stádo“ doslovně 144 000 vybraných lidí půjde do nebe, ale že většina má být vzkříšena Bohem na očištěné Zemi po armagedonu. (Křesťanská ortodoxie číslovku 144 000 chápe jako symboliku velkého počtu zachráněných z židovského národa (12 × 12 izraelských kmenů × 1000). Některé z veršů, o které se opírá jejich výklad je Žalm 37:29 „Spravedliví obdrží zemi a budou v ní bydlet navždy“, nebo Přísloví 2:21 „Vždyť na zemi budou žít jen čestní lidé, ti bezúhonní na ní zůstanou“, a další přísliby izraelskému národu. (Křesťanská ortodoxie však výpravné knihy Bible pro předpověď budoucnosti nepoužívá.)

### Slavení svátků
Neslaví Vánoce a jiné svátky. Neslaví ani narozeniny. Svědkové Jehovovi nejsou proti dávání dárků ani proti rodinným setkáním, nemohou však souviset např. s oslavou životního jubilea, s obecně slavenými křesťanskými svátky, lidovými nebo společenskými zvyky. Jediným svátkem, který Svědkové Jehovovi slaví, je tzv. "Památná slavnost", kterou si svědkové připomínají Poslední večeři Ježíše Krista a jeho apoštolů. (viz svátky Svědků Jehovových).

### Náboženské symboly
Nepoužívají žádné náboženské symboly, ani kříž, protože to považují za projev modloslužby. V současnosti svědkové Jehovovi učí, že Ježíš Kristus nezemřel na kříži, nýbrž byl umučen na mučednickém kůlu.

### Politická neutralita a odpírání vojenské služby

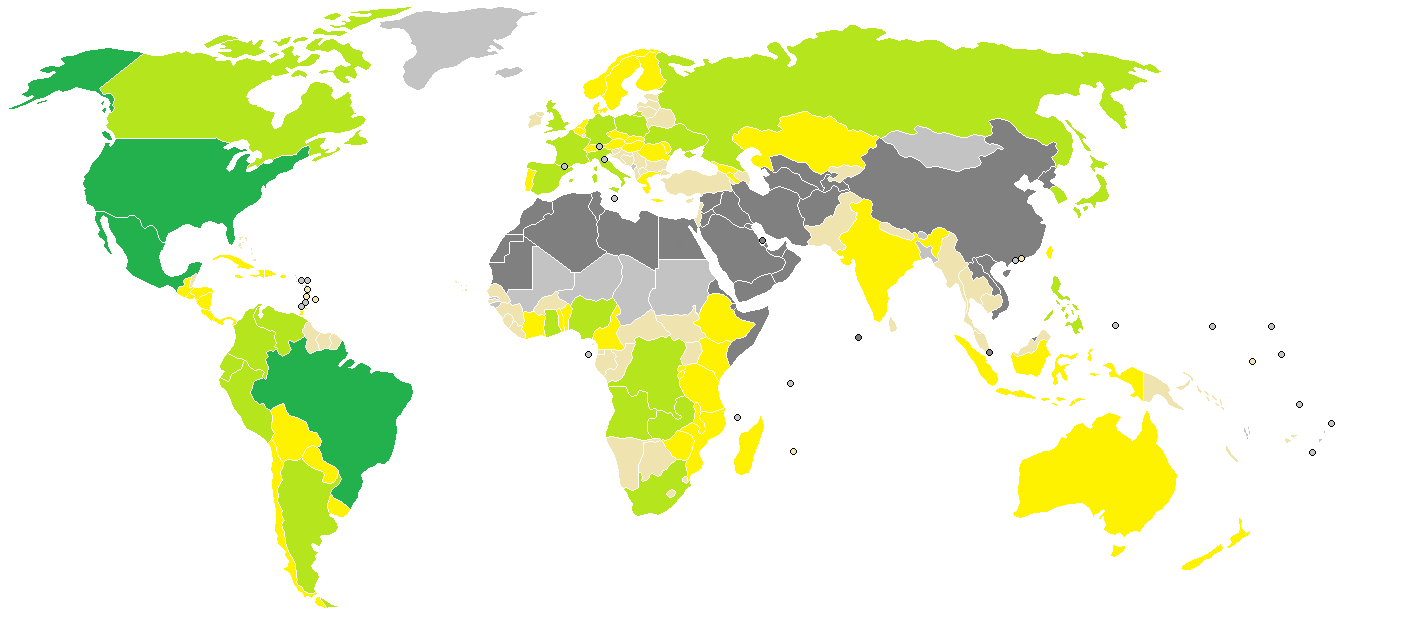
Rozšíření svědků Jehovových po světě v roce 2019

Svědkové Jehovovi se od začátku druhé světové války neúčastní politického života a mimo výjimek ani válečných konfliktů. Stručně o tom napsala Strážná věž v 5.1. 2006: Když se Ježíš – ještě jako ustanovený Král – ocitl před římským místodržitelem Pontským Pilátem, prohlásil: „Mé království není částí tohoto světa. Kdyby mé království bylo částí tohoto světa, moji sloužící by byli bojovali, abych nebyl vydán Židům. Mé království však není z tohoto zdroje.“ (Jan 18:36) Podle výkladu Svědků Jehovových tedy proti nikomu nepozvednou zbraň ani nebudou v lidských konfliktech podporovat žádnou stranu. 

Aktualizace v členských materiálech z roku 2024 obsahují podrobné pokyny o tom, co by měly obsahovat stížnosti adresované představitelům státu. A nikoli výjimečná je i aktivita vůči světským vládám, pokud jde o řešení právě aktuálních či ožehavých otázek.

### Svědkové Jehovovi v období pandemie covidu-19
V období pandemie covidu-19 organizace na dobu přibližně dvou let zrušila shromáždění v Sálech království a sbory se setkávaly formou videohovorů. Od dubna 2022 obnovuje shromáždění v Sálech království, vždy však podle aktuálních omezení platných v dané zemi. Podomní a pouliční misie byly obnoveny v září 2022. Od března 2020 do srpna 2022 nebylo chození dům od domu možné.

### Vztah k jiným církvím
Svědkové Jehovovi považují pouze sebe za pravé křesťany, praktikující pravé náboženství na Zemi a vykazující morální převahu nad lidmi mimo jejich společenství. Zbytek světa včetně jiných církví vnímají jako organizaci ďábla, v terminologii organizace nazývanou velký Babylón, jež podvádí lidi a je nezpůsobilá k dobru. Podle učení organizace Bůh brzy zničí lidstvo v armagedonu, který přežijí pouze svědkové Jehovovi. Posláním svědků je proto naléhavá misijní služba, kterou je třeba provádět také mezi křesťany. Neúčastní se ekumenického hnutí, ani se nepodařilo mezi nimi a křesťany navázat spolupráci, například v oblasti humanitární pomoci, kde je spolupráce církví již běžná.

### Otázka bývalých členů

#### Vztah k bývalým spoluvěřícím

##### Historický vývoj
Postoj k bývalým členům (k tzv. „odpadlíkům“, dnes označovaným jako „ti, kteří jsou odděleni“) nebyl prvně nikterak specifikován a vyvíjel se několik desítek let. 

Prezident Nathan Homer Knorr zavedl roku 1944 pravidlo o osobách, které se nechovají podle nauk organizace. Neměly být kárány a označeny před celým sborem, ale o jejich proviněních mělo rozhodovat několik vybraných jedinců ze sboru. 

Roku 1949 byla publikována informace, že o vyloučení a znovupřijetí do sboru rozhodují vybraní zástupci sboru. 

Roku 1952 byly publikovány první podrobnější texty týkající se tzv. odpadlíků. V případě rodinných příslušníků žijících ve společné domácnosti bylo uznáno, že "nelze bránit povinnosti žít s nimi pod společnou střechou". 

Roku 1955 došlo k dalšímu vývoji v kázeňském opatření, na jehož základě může být vyloučen ze společenství ten, kdo se stýká s vyloučeným. 

Roku 1973 přibývá k mravním důvodům vyloučení také kouření. 

V roce 1974 dochází k dalším změnám v případě přestupků vedoucích k vyloučení. 

Po vydání knihy Raymonda Franze, bývalého člena vedoucího sboru, došlo k uplatňování tvrdšího postoje k bývalým členům. 

Roku 2024 došlo ke změnám, které jsou traktovány v oficiálních publikacích (viz výše Vztah k bývalým spoluvěřícím).
Jedním z druhů kázeňského opatření je vyloučení. V závěru roku 2024 vydalo ústředí Svědků Jehovových aktualizaci opatření. Ta obsahují podobné, ba shodné body pro případy vyloučení i vlastního opuštění organizace, tzv. odpadlíky. Také existuje materiál pro veřejnost nebo zájemce z řad odborné veřejnosti, který novinky shrnuje. 

S lidmi, kteří byli vyloučeni nebo z organizace odešli, se stávající členové nestýkají, ani je nezdraví. Toto poměrně přísné opatření se obvykle vztahuje i na členy vlastní rodiny. Postoj se opírá o jejich výklad biblického textu 1. Korintským 5:11–13 (Překlad nového světa) Ale teď vám píšu, abyste se přestali stýkat s každým, kdo je známý jako bratr, a přitom se dopouští sexuální nemravnosti nebo je chamtivec, modlář, uráží druhé, je opilec nebo vyděrač. S takovým člověkem ani nejezte. Proč bych měl soudit ty venku? Nesoudíte ty uvnitř, zatímco Bůh soudí ty venku? „Odstraňte toho ničemu ze svého středu.“ Zákaz styku však platí vůči všem bývalým členům, i pokud z organizace odešli pro jiné důvody (například nesouhlas s naukami, praxí organizace, nebo hlasitou kritiku organizace). Podle aktualizace z publikací ústředí (od 18. prosince 2024) se namísto označení stranění se podle anglického pojmu shunning hovoří o vyhýbání se, či omezení společenského styku. 
O těch, kdo byli dříve nazýváni odpadlíci a kteří opustili společenství nebo byli vyloučeni („disfellowshipped“) či jim byla „odňata pospolitost“, se nyní hovoří jako o těch, kteří byli od odděleni od sboru nebo se od něj oddělili sami. 

O vyloučení, odnětí pospolitosti apod. dosud rozhodoval právní výbor. Nyní mají tuto pravomoc samotní starší. Pro právní výbor se pak nově používá termín výbor starších.

#### Aktuální stav a jeho vývoj (ve 21. století)
Toto poměrně přísné opatření se obvykle vztahuje i na členy vlastní rodiny. Postoj se opírá o jejich výklad biblického textu 1. Korintským 5:11–13 (Překlad nového světa) Ale teď vám píšu, abyste se přestali stýkat s každým, kdo je známý jako bratr, a přitom se dopouští sexuální nemravnosti nebo je chamtivec, modlář, uráží druhé, je opilec nebo vyděrač. S takovým člověkem ani nejezte. Proč bych měl soudit ty venku? Nesoudíte ty uvnitř, zatímco Bůh soudí ty venku? „Odstraňte toho ničemu ze svého středu.“ Zákaz styku však platí vůči všem bývalým členům, i pokud z organizace odešli pro jiné důvody (například nesouhlas s naukami, praxí organizace, nebo hlasitou kritiku organizace). Podle aktualizace z publikací ústředí (od 18. prosince 2024) se namísto označení stranění se podle anglického pojmu shunning hovoří o vyhýbání se, či omezení společenského styku. 

Český psycholog Lukáš Humpl zkoumal roku 2000 na vzorku 101 respondenta (53 mužů, 48 žen) ze 42 různých sborů NSSJ v Česku pocity a psychickou stránku života respondentů po rozchodu se Svědky Jehovovými:
| Pocit/emoce                            | % respondentů |
| -------------------------------------- | ------------- |
| Pocit osvobození                       | 82,0          |
| Úleva a radost                         | 69,0          |
| Zklamání                               | 57,0          |
| Negativní pocity ze ztráty přátel      | 44,0          |
| Smutek                                 | 32,0          |
| Hněv vůči organizaci svědků Jehovových | 26,0          |
| Pocit prázdnoty a osamění              | 23,2          |
| Pocit zrady                            | 23,2          |
| Strach z budoucnosti                   | 19,0          |
| Ztráta důvěry ve své okolí             | 15,0          |
| Nepříjemné či děsivé sny               | 8,1           |

V odpovědích se dále vyskytují tyto charakteristiky: nechuť k životu, obavy o bývalé spoluvěřící a snaha pomoci jim, nechuť vstoupit do jiné církve, psychický nátlak v rodině či touha znovu nalézt životní hodnoty. Dále muži prožívali méně pocitů osvobození, úlevy a radosti než ženy, ale také méně zklamání a negativních pocitů ze ztráty přátel. Jejich prožívání se v tomto období jeví jako vyrovnanější, než je tomu u žen. Bývalí členové rovněž se cítí být organizací zneužiti a jejich počet stoupá v závislosti na délce členství (po třiceti a více letech více než čtyři z pěti dotazovaných).

Každý druhý bývalý člen pociťoval výčitky nebo vinu za to, co jako svědek dělal, a šedesát procent pak za své chování k přátelům či příbuzným, jež svědky nebyli. Množství výčitek se zvyšuje s délkou členství. 

Jen zlomek respondentů má vzhledem k rozchodu se skupinou obavy o svou bezpečnost. V souvislosti s ukončením svého členství se většina dotazovaných setkala se lží nebo pomluvami, citovým vydíráním, zastrašováním, či hrozbami (ve smyslu Božího trestu, zatracení). 

Bývalí členové ale mají ke svým někdejším spoluvěřícím převážně kladný vztah, někteří mezi nimi dokonce mají i nadále přátele a pouze v malé části jsou jim svědkové Jehovovi lhostejní. Jen ojediněle na ně pohlížejí jako na fanatiky nebo k nim cítí nenávist. 

Navzdory popsaným skutečnostem se drtivá většina zkoumaných osob domnívá, že svým členstvím mezi svědky Jehovovými získali nějaké pozitivní zkušenosti, hodnoty či poznatky. 

Většina respondentů zůstala i po opuštění organizace dále věřícími v Boha. Více než polovina oslovených nyní navštěvuje bohoslužby jiné denominace, přičemž dlouholetí členové tak činí častěji než ti, jež byli mezi svědky kratší dobu. U dotazovaných, kteří odpověděli záporně, lze předpokládat značně se projevující negativní vliv získaných zkušeností s organizací svědků Jehovových vzhledem k důvěře v institucionalizovanou církev.

### Právní kauzy
Byly rovněž zaznamenány civilní soudní případy založené na uplatňování nauky o vyhýbání se: Žalobci ve velké většině případů však proti organizaci neuspěli, týká se to případů v Polsku, Maďarsku, USA, Itálii, Kanadě, Japonsku a Belgii. Rovněž popsané případy se mohou stát precedentem k odnětí registrace NSSJ v jednotlivých zemích. Pozornost vzbudil norský případ, který se začal v roce 2021, šlo o podnět bývalého člena organizace a vedl k pozastavení registrace. Organizace pak vyhrála nejen případ registrace, ale i příspěvek či odškodnění za minulé období kdy kauza probíhala.

#### Otázka přezkumu registrace NSSJ v České republice
Náboženská společnost Svědkové Jehovovi čelí i zájmu mezinárodní organizace Lidská práva bez hranic v otázce posuzování registrace. Z důvodu přezkumu registrace v otázkách vyloučených (blíže kap. 4.11) a transfúze (kap. 4.13) rozeslala česká pobočka náboženské společnosti oběžník pojednávající o těchto záležitostech. Pro přehled o úplném názorovém spektru v těchto záležitostech zaslalo Ministerstvo kultury ČR dopis redakci Náboženského infoservisu, shrnující vývoj ve všech popsaných oblastech (v otázce krve, vyhýbání se a omezování svobod celkově). V roce 2025 dochází k dalšímu vývoji, kdy  na základě jisté dopisové kampaně svědků Jehovových na ministerstvo kultury toto odpovědělo, že žádné správní řízení o zrušení registrace NSSJ neprobíhá. K oficiálnímu zveřejnění této zprávy pro členy však podle všeho nedošlo.

#### Případy sexuálního obtěžování
Jak zmíněno výše, "odpadlíkem" je člověk zván i pokud sám opustí organizaci. To se týkalo i několika případů sexuálního obtěžování či zneužívání, první takové případy se objevily v 70.letech 20. století.

### Transfuze a očkování
Svědkové Jehovovi odmítají transfúze plné krve, a 4 hlavních složek krve – bílých krvinek, červených krvinek, krevních destiček a krevní plazmy, a to od roku 1945, tedy již přes 70 let. Přijímají ovšem frakce, náhražky krve a moderní alternativní postupy na ředění krve, hormony podporující zrychlenou přirozenou krvetvorbu, hemodialýzu a jiné moderní lékařské postupy.
V některých případech byli svědkové ochotni riskovat svoje zdraví i zdraví svých dětí. Někdy lidé dokonce kvůli odmítnutí transfuze zemřeli. Především kvůli nim se před řadou let začal vyvíjet nový obor lékařství, tzv. bezkrevní medicína. Také transfuzi krve nepřijímají na základě svého výkladu Bible.
Stalo se, že soud nařídil léčbu dítěte krevními deriváty proti vůli rodičů, protože v daném případě to byla dle ošetřujících lékařů jediná známá možnost s šancí na záchranu života. Ústavní soud k tomu ve svém nálezu uvedl, že „ochrana zdraví a života dítěte [...] je zcela relevantním a více než dostatečným důvodem pro zásah do rodičovských práv, kdy jde o hodnotu, jejíž ochrana je v systému základních práv a svobod jednoznačně prioritní.“
Evropský soud pro lidská práva (Evropská konvence lidských práv) k této otázce judikoval, že je nutné respektovat status autonomie dospělého člověka nad svým tělem a plně rozhodovat o způsobu podstoupené či odmítnuté léčby, společně s principy bioetiky.
Před rokem 1952 měli svědkové Jehovovi dle jejich výkladu Bible zakázáno také očkování. Od začátku 50. let je však očkování svědky Jehovovými po celém světě přijímáno zcela běžně. Pokud snad někdo dnes určité očkování odmítá, je to věc jeho vlastního rozhodnutí, které nesouvisí s všeobecným vyznáním víry.
Před rokem 1980 měli svědkové Jehovovi dle jejich výkladu Bible zakázány také transplantace orgánů. Dnes jsou již povoleny a případné zbytky krve v darovaném orgánu nadto nejsou v rozporu s biblickými zásadami o krvi.

Věková struktura Náboženské společnosti Svědkové Jehovovi v České republice roku 2011

#### Oficiální stránky svědků Jehovových
- Bible online – překlady svědků Jehovových
- Žádost o návštěvu, případně o Biblické studium zdarma
- Jak je činnost svědků Jehovových financována
- Tiskové zprávy
- Oficiální stránky svědků Jehovových pod zákazem v Rusku

#### Stránky poskytující informace o svědcích Jehovových
- Kategorie „Svědkové Jehovovi“ na webu Společnosti pro studium sekt a nových náboženských směrů
- Náboženská společnost Svědkové Jehovovi, Jitka Biolková, Bakalářská diplomová práce, 2008
- Náboženské skupiny na okraji společnosti, oddíl Svědkové Jehovovi, str. 7–38, Ladislav Špaček, Univerzita Pardubice – Bakalářská práce, 2009
- Svědkové Jehovovi na thearda.com Archivováno 27. 3. 2021 na Wayback Machine.
- Religion Family Trees, Adventism. The Association of Religion Data Archives, thearda.com Archivováno 28. 2. 2021 na Wayback Machine.
- Adventismus, Millenarian Movement. The Association of Religion Data Archives, thearda.com Archivováno 1. 8. 2021 na Wayback Machine.
- Biografie, Russell, Charles. The Association of Religion Data Archives, thearda.com[nedostupný zdroj]
- Série článků o svědcích Jehovových na religionistickém webu religioustolerance.org, Watchtower Bible & Tract Society (Jehovah's Witnesses) Archivováno 6. 6. 2005 na Wayback Machine.
- BBC: Svědkové Jehovovi
- Britannica: Svědkové Jehovovi
- Krize prožívání: jací jsou opravdu svědkové Jehovovi : Náboženský infoservis (recenze knihy Martina Sodomy Jehovista)

#### Ostatní
- Příspěvek k historii vydavatelské a distribuční činnosti Svědků Jehovových na území Čech, Moravy a Slezska v letech 1891–1989 ve vývoji tiskových a občanských svobod Archivováno 23. 2. 2007 na Wayback Machine.
- Skutečnými hrdiny druhé světové války byli Svědkové Jehovovi – článek F. Sklenáře (z května 2005) na stránkách Britských listů
- Svědkové Jehovovi - Bakalářská diplomová práce, Jitka Biolková (kapitola 8)
- Svědkové Jehovovi a jejich vývoj v České republice zejména po roce 1989, Blechová Zuzana, Mrázek Miloš, Univerzita Pardubice, 2006
- Svědkové Jehovovi jako sociální skupina, Kindlová Marta, Vítková Lucie, Univerzita Pardubice, 2009
- Svědkové Jehovovi a pohled společnosti na toto náboženské hnutí, Zálešáková Tereza, Univerzita Pardubice, 2013
- Jak žijí skupiny bývalých svědků Jehovových (v ČR): Svědkové a odpadlíci, religionistický čtvrtletník DINGIR, Velechovský Petr, roč.2. str. 2–3, ISSN 1212-1371, 1/1999
- Fialové trojúhelníky. Svědkové Jehovovi a 2. světová válka. DINGIR, 22.12.1999, roč. 2., čís. 4., str. 4–5, ISSN 1212-1371, 4/1999
- Novodobý Jób. Proti režimu nevystupoval, přesto skončil v komunistickém lágru, iROZHLAS, 9. července 2019
- Zašel jsem na kafe se svědkem Jehovovým, abych byl hetero. prý to jde. čeká nás totiž pohroma, kterou gayové nepřežijí, Jakub Starý, 21. ledna 2020
- Svědkové Jehovovi se za sektu nepovažují., Michal Mikulenka, Valašský deník, 13. května 2008
- Před 75 lety byl osvobozen koncentrační tábor Dachau. Byl nejstarší továrnou na smrt, fungoval od roku 1933, iROZHLAS, 29. dubna 2020
- O politicky vězněných SJ. Rehabilitovaní často pokládají výši odškodnění za výsměch, říká advokát Pavla Wonky, Lidovky.cz, 18. května 2020
- Pravoslavná církev je oporou ruského militarismu, pacifistické svědky Jehovovy v Rusku zakázali, Rozhlas Plus, 8. září 2018
- Víra mě dokáže udržet v klidu, přiznává tenisová hvězda, Sport.cz, 18. prosince 2018
- Svědci Jehovovi Vánoce neslaví. Proč?, Ústecký deník, 28. prosince 2009
- Svědkové Jehovovi, virtuální pouť do Mekky a Jiří Ovčáček, O náboženské pestrosti na internetu s Janem Motalem z Katedry mediálních studií a žurnalistiky Fakulty sociálních studií Masarykovy univerzity v Brně, Pořad o přítomnosti náboženství ve virtuálním světě a na internetu, Český rozhlas Radio Wave, 1. září 2019
- Střelba v Sále Království svědků Jehovových v Hamburku: osm mrtvých : Náboženský infoservis

#### Podporující stránky a apologetika NSSJ
- Defending... na blogspot.com

#### Opozice bývalých členů NSSJ
- www.4jehovah.org
- jwfakta.cz
- www.straznavez.cz Archivováno 23. 1. 2021 na Wayback Machine.
- www.sj.rozcesti Archivováno 9. 9. 2019 na Wayback Machine.
- www.badatelebible.cz Archivováno 3. 2. 2019 na Wayback Machine.